# Louis Martin-Bret
Pour les articles homonymes, voir Louis Martin, Martin et Bret.
Louis Martin-Bret, né à Marseille le 18 juillet 1898,, est un résistant affilié au mouvement "Combat" et chef des Mouvements unis de la Résistance (MUR) du département des Basses-Alpes (actuelles Alpes-de-Haute-Provence). Il est arrêté le 16 juillet 1944. Il est fusillé le 18 juillet 1944, le jour de ses 46 ans à Signes dans le Var avec les membres du comité départemental de Libération des Basses-Alpes.

## Jeunesse et premier conflit mondial
Il passe son enfance et sa jeunesse à Marseille. En 1916, il s'engage dans l’armée à 18 ans, lors de la Première Guerre mondiale,. Il s’installe ensuite à Manosque. En 1926, il était secrétaire du Comité départemental 04 du Secours Rouge International (S.R.I)[réf. nécessaire].

## Carrière politique locale
Après avoir entamé une carrière politique locale sous l'étiquette de la SFIO il devient conseiller d'arrondissement[réf. nécessaire]. Il fonde en 1936, une coopérative agricole départementale dans les Basses-Alpes. Il est élu en 1937, conseiller général du canton de Manosque et se consacre à soutenir le monde agricole.

## Seconde Guerre mondiale
Avec l'occupation de la France et l'instauration de l'État de Vichy, il devient l'un des premiers résistants de la région des Alpes du Sud et de la région provençale, propice à l'installation de maquis. Il est nommé responsable de l’organisation des maquis pour les Basses-Alpes et Hautes-Alpes par le général Chevance-Bertin. Le chef régional des maquis de la région R2, Henri Masi, décide d'implanter plusieurs maquis de l'Armée secrète dans l'actuelle zone équivalente à la région Provence-Alpes-Côte d'Azur[réf. nécessaire].
Louis Martin-Bret prend part aux côtés du colonel Jean Vial, chef départemental des Groupes francs de l'Armée secrète, à des ravitaillements, des attaques sur l'ennemi ainsi que sur des collaborateurs de Vichy. Le groupe procède à des attaques et des sabotages d'usines vitales au fonctionnement de l'industrie militaire allemande comme celle de Gardanne. Le groupe est  rattaché au réseau Combat en 1942[Information douteuse],.
Il est capturé une première fois par l’armée d’occupation italienne le 10 juin 1943, mais réussit à s'évader dès le 11 juin de sa prison, boulevard de la Plaine à Manosque. Il se réfugie alors à Villeneuve.
Devenu chef départemental de la résistance des Basses-Alpes à travers le comité départemental de Libération, il multiplie les réunions afin de préparer le soutien au débarquement de Provence. Il tombe dans une souricière tendue par la Gestapo et la Milice à Oraison, le 16 juillet 1944. Des camions transportant des miliciens déguisés en résistants bloquent les issues du village et simulent une attaque de poste allemand. Croyant avoir affaire à des sympathisants, un résistant nommé Émile Latil se rend à la mairie, place le buste de La République tout en lacérant le portrait du maréchal Pétain. Vers 15h00, les miliciens arrêtent les membres du Conseil de la Résistance[réf. nécessaire]. Les onze camarades sont emmenés à Marseille et torturés au 425 de la rue Paradis. Aucun ne cède et personne ne trahit la cause. Le 18 juillet, ils sont conduits dans le vallon de Signes, dans le Var où ils sont passés par les armes.

## Décorations
- Croix de guerre 1914–1918[2]
- Médaille de la Résistance française à titre posthume (31 mars 1947)[3]

## Hommages
Une stèle, à l'entrée d’Oraison, commémore la fin de Louis Martin-Bret. Sur la stèle sont gravés les noms suivants : André Marcel, Chaudon Roger,Cuzin François, le docteur Daumas André, Dulcy Léon, Favier Maurice, Latil Emile, Martin-Bret Louis, Piquemal Jean, Rossi Terce et Salmo Robert.

### Timbres
Un timbre à son effigie est édité dans une série de cinq timbres, émis le 27 avril 1959 et retirés de la vente le 18 septembre suivant.
Cette série honore cinq résistants en même temps :
- les Cinq Martyrs du lycée Buffon (Jean Arthus, Jacques Baudry, Pierre Benoit, Pierre Grelot et Lucien Legros), organisateurs d'un groupe patriotique dans leur lycée ;
- Yvonne Le Roux : membre du réseau Johnny de Brest, déporté à Ravensbrück ;
- Gilbert Médéric-Védy : résistant de Cherbourg ;
- Gaston Moutardier : organisateur d'un réseau au sein des PTT de la Somme.

### Odonymie
(Liste non exhaustive)